# Ten – Sündige und du wirst erlöst
Ten – Sündige und du wirst erlöst ist ein deutscher Kurzfilm aus dem Jahr 2011. Es ist der letzte Film, in dem Johannes Heesters mitwirkte.

## Handlung
Der Lebemann Hannes stirbt bei einem Unfall und hinterlässt eine leukämiekranke Tochter. Am Himmelstor empfindet er sein Schicksal als tiefes Unrecht und lästert gegen Gott und dessen Gebote.
Petrus (hier „Transitmanager Mr. Peterson“ genannt) bietet ihm darauf eine Wette an: Er muss alle Zehn Gebote innerhalb von 30 Minuten brechen, dann darf er seine kleine Tochter in ihren letzten Monaten begleiten. Wenn er verliert, kommt er in die Hölle. Die Aufgaben sind in der legendären Münchner Kneipe Schwabinger 7 zu erfüllen, wo Hannes allerlei schrillen Figuren wie der Drag Queen Bruno oder der „der Gestalt“ im Silberanzug begegnen. Insbesondere das Verbot des Mordes stellt Hannes vor ein moralisches Dilemma.

## Hintergrund
Der Titel Ten (englisch: „zehn“) bezieht sich auf die Zahl der Gebote im Dekalog. Sowohl für Heesters als auch für die Kulisse war der Film die letzte Rolle: Der damals weltweit älteste aktive Schauspieler verstarb dreieinhalb Wochen nach der Premiere und die Kultkneipe Schwabinger 7 wurde bereits wenige Tage nach Drehende abgerissen.

## Kritiken
Trotz Besetzung und Kulisse erhielt der Film keine guten Kritiken: Cinema bezeichnete ihn als „geschmacksunsicher“ und „wirr“.